# Département de Białystok
1795 – 1807
Entités précédentes :
- République des Deux Nations : Voïvodie de Podlachie

Entités suivantes :
- Empire russe : Oblast de Belostok
- Duché de Varsovie : Département de Łomża

Le département de Białystok [bʲaˈwɨstɔk] (allemand : Kammerdepartement Bialystok, polonais: Department białostocki) faisait partie de la province de Nouvelle-Prusse-Orientale au sein du Royaume de Prusse de 1795 à 1807. Ce dernier a annexé le territoire lors du troisième partage de la Pologne. Il inclut une partie de la voïvodie de Podlachie.

## Administrative Subdivisions
Le département contenait les districts (powiat en polonais) suivants :  
- Białystok
- Bielsk Podlaski
- Bobrz
- Dąbrowa
- Drohiczyn
- Kalwaria
- Łomża
- Mariampol
- Suraż
- Wigry